# Dade City
Dade City város az USA Florida államában, Pasco megyében, melynek megyeszékhelye is. Lakosainak száma 7275 fő (2020. április 1.).

## Népesség
A település népességének változása:

| 2010 | 6 437 |
| 2020 | 7 275 |